# Белощёкий ворон
Белощёкий во́рон (лат. Corvus albicollis) — вид птиц семейства врановых (Corvidae). Крупный представитель рода воронов (Corvus) преимущественно чёрного оперения с белым пятном на затылке. Населяет скалистые и горные ландшафты в Восточной и Южной Африке, при этом посещает близлежащие долины и населённые пункты. Питание состоит из различных насекомых и мелких позвоночных животных. Не пренебрегает птица и падалью, пищевыми отбросами и плодами фруктовых растений. Белощёкие вороны чаще всего живут парами, сохраняя верность на протяжении всей своей жизни. Иногда образуют большие стаи — монотипические либо состоящие из особей нескольких родственных видов.
Белощёкий ворон гнездится прежде всего на скалах, реже строит гнёзда на деревьях. Гнездовой период, как правило, продолжается с августа по ноябрь, но может несколько смещаться в ту или иную сторону в зависимости от региона. Птенцы вылупляются через 19—26 дней и оперяются в течение следующих 21—28 дней. Ближайшим родственным видом белощёкого ворона считается бронзовая ворона (Corvus crassirostris) с Эфиопского нагорья, которая очень похожа на него окрасом оперения, формой тела и выбором мест обитания, однако она несколько крупнее описываемого вида. На большей части ареала белощёкий ворон считается редкой птицей, в некоторых районах его численность сокращается. Тем не менее, Международный союз охраны природы рассматривает статус вида как вызывающий наименьшие опасения (категория LC).

## Описание

### Телосложение и оперение
Белощёкий ворон — очень крупный, плотного телосложения представитель семейства с крепким, изогнутым клювом и контрастным белым пятном на затылке. Длина тела 50—56 см, при этом самцы незначительно крупнее самок. Половой диморфизм не проявляется. Длина крыла самцов 357—434 мм, длина хвоста — 170—194 мм, клюв длиной 65—70 мм, длина цевки — 74—80 мм. Длина крыла самок 358—420 мм, длина хвоста — 148—182 мм, клюв длиной 62—67 мм, длина цевки — 70—77 мм. У обоих полов клюв шириной от 30 до 35 мм, хребет надклювья (конёк) высокий и изогнутый.
Оперение головы, горла, груди и брюха почти полностью черновато-бурое с фиолетовым отливом. Единственным исключением являются чёрные, как уголь, уздечка (область между глазом и клювом) и перья вокруг клюва и глаз. Отчётливо выделяются носовые перья, которые расположены веерообразно с небольшим загибом вверх и охватывают почти треть верхней части клюва. Слегка удлинённые перья горла и груди имеют хорошо заметную границу между собой. На затылке развит широкий белый воротник перьев, контрастно выделяющийся на фоне остального чёрно-бурого верха. Остальное оперение тела насыщенного чёрного, как антрацит, цвета с едва заметным зеленоватым отливом. Со временем оперение выцветает и становится более бурым, как оперение головы. Радужная оболочка глаз тёмно-коричневая, ноги чёрные. Клюв также преимущественно чёрный, с белой или желтоватой изогнутой вершиной.
Оперение молодых птиц более мягкое и пушистое, чем у взрослых. Едва заметная у взрослых особей светлая линия вокруг шеи более отчётливо выражена у молодых, иногда образуя хорошо различимую полосу на груди. Белый воротник, напротив, часто чередуется чёрными крапинами или полосами. Клюв молодых птиц монотонно чёрный — более светлая вершина не выражена.

### Передвижение
Чаще всего белощёкий ворон кружит, совершая медленные взмахи крыльями. Однако он способен также совершать быстрые и ловкие манёвры. В частности, это можно наблюдать во время брачного ухаживания: обе птицы пары демонстрируют в воздухе виражи, при которых крылья издают громкие звуки, похожие на жужжание и рёв. На земле птицы передвигаются прыжками или гордо вышагивают, выдерживая прямую осанку.

### Вокализация
Белощёкий ворон обладает очень высоким и хриплым голосом по сравнению с другими видами воронов. Он, например, выше, чем у примерно одинакового с ним по размеру голарктического ворона (Corvus corax). Обычно птица издаёт фальцетные крики «кроор-кроор» или «краак-краак». Однако в репертуаре птиц имеются также и низкие, гортанные крики, как, например, раскатистое «кроо», которое иногда может звучать как трубный трезвон и являться также сигналом тревоги, и хриплое «хаа». Просящий призыв «ааа-ааа» похож на аналогичные у других видов воронов, но имеет хриплое звучание. Если он издаётся очень энергично, то становится похожим на фанатичный вопль. При приближении к потенциальным партнёрам белощёкий ворон издаёт металлический вибрирующий звук «клк-клк-клк-клк-клк», при этом он опускает голову. Кроме того, он способен также имитировать крики других птиц.

## Распространение
Ареал разорванный, состоит из нескольких участков на территории Африки от озера Виктория к югу до мыса Доброй Надежды, в основном привязан к горным хребтам в юго-восточной части континента.
В восточной части Конго и на западе Бурунди, Руанды, Танзании и Уганды область распространения в значительной степени совпадает с центральной частью Восточно-Африканской рифтовой долины. В Уганде сплошная граница ареала с севера огибает озеро Виктория и уходит на восток к горным массивам Кения и Килиманджаро. Оттуда область широкой полосой опускается на юг вдоль Восточно-Африканского рифта (англ. East African Rift), захватывая северную половину озера Малави и соседние горные районы. На северо-востоке Танзании ареал выходит на побережье Индийского океана. В районе к югу от озера Виктория белощёкий ворон почти не встречается, появляясь там лишь в нескольких крохотных очагах.
К югу и юго-западу от озера Малави ворон распространён в районах восточной части Большого Уступа, однако при этом отсутствует в долинах бассейна реки Замбези. Ареал охватывает самую южную часть Демократической Республики Конго, южную и центральную части Замбии, южную половину Малави, западные районы Мозамбика и значительную часть Зимбабве.
В южной части Зимбабве ареал прерывается низменностью Лимпопо и вновь возникает в районе южно-африканского массива Саутпансберг, откуда проходит вдоль примыкающих горных хребтов по Южной Африке, Свазиленду и Лесото до мыса Доброй Надежды. Наряду с горами он включает в себя также южное побережье континента.
Белощёкий ворон ведёт преимущественно оседлый образ жизни. Иногда в послегнездовой период он кочует большими стаями на длинные расстояния. Часто в поисках пищи оставляет область гнездования и спускается на близлежащие равнины.

## Места обитания
Белощёкий ворон отдаёт предпочтение горным и скалистым ландшафтам, полностью открытым либо с отдельно стоящими деревьями: обнажённым скалам, отвесным склонам, россыпям валунов. Практически избегает сомкнутых лесов, однако встречается в открытых биотопах с минимумом деревьев: на лугах, берегах озёр, пастбищах и даже антропогенных территориях — в небольших населённых пунктах, садах и парках, если имеются достаточные кормовые условия. Тем не менее, этот вид является менее выраженным гемерофилом, чем симпатрический с ним пегий ворон (Corvus albus).
Гнездится преимущественно на высоте от 1000 до 3000 м над уровнем моря. В Килиманджаро устраивает гнёзда до 5800 м, на побережье до 400 метров над уровнем моря. При этом в поисках пищи ворон не привязан к гнездовым биотопам, его также можно встретить на равнине.

## Образ жизни

### Питание
Белощёкий ворон всеяден. Основу его рациона составляют кузнечики, жуки, змеи, ящерицы и черепахи. Кроме того, в его желудке также находили останки млекопитающих, птиц размером с речную крачку, яйца и птенцов более крупных птиц, таких как домашние куры или гуси. При случае охотно кормится падалью. Ворон также убивает больных или тяжело раненых ягнят, кормится в мусорных кучах с пищевыми отбросами, а также употребляет в пищу фрукты, семена или нектар алоэ Aloe marlothii.
Корм добывает главным образом на земле. Жёсткие куски пищи разрывает клювом, удерживая их ногой. Клейкие останки, как и большинство представителей семейства, предварительно замачивает в луже. Значительно реже склёвывает насекомых с листьев деревьев или добывает паразитов в шерсти или на коже крупных млекопитающих. Черепах, таких как клювогрудая черепаха (Chersina angulata), которых не может съесть привычным способом, бросает с большой высоты на камни до тех пор, пока жёсткий панцирь не разобьётся. Вокруг таких традиционных «наковален» зачастую можно встретить несколько десятков расколотых панцирей рептилий. Несъеденные за раз остатки пищи прячет в высокой траве, перенося её как в клюве, так и в когтях. Нередко ворон выслеживает вдоль дорог диких животных, ставших жертвами столкновения с транспортом, и, как правило, первым оказывается у свежего трупа. Там, где его не преследуют, не сторонится человека и свободно перемещается в деревнях в поисках еды. Например, имеются многочисленные сведения о посещениях воронами лагерей у подножия Килиманджаро, где у них появляется возможность полакомиться остатками пищи и даже целыми кусками мыла.

### Поведение
Моногамы, белощёкие вороны образуют пожизненные пары. Будучи социальными животными, иногда сбиваются в стаи, состоящие до 40, в редких случаях до нескольких сотен особей одного или нескольких родственных видов. Места для ночлега и отдыха на скалах используют одновременно несколько птиц. На туше крупного падшего животного можно встретить до 150 воронов, где они вместе с грифами, коршунами и другими воронами конкурируют за доступ к добыче. Ещё большее скопление птиц происходит в сезон появления стай саранчи. Самое большое задокументированное скопление белощёкого ворона составило около 800 птиц.
В период размножения пары занимают охраняемые от других птиц гнездовые территории. В населённых пунктах, где имеется изобилие корма и достаточно мест для обустройства гнёзд, терпимо относятся к гнездящимся по соседству парам, не выражая признаков внутривидовой агрессии. У белощёкого ворона было отмечено социальное игровое поведение с палками и камнями, однако не имеется документальных свидетельств игровых поединков, охоты или других форм группового социального поведения. Распространённым явлением считается взаимная чистка перьев. Птицы приподнимают своим клювом перья партнёра, обнажая тем самым их корни, и выискивают вшей и других паразитов. В другом варианте птицы с закрытым или слегка открытым клювом слегка надавливают на перья партнёра и выполняют глотательные движения.

### Размножение
Во время брачного ухаживания самец приносит самке еду, преследует её в токовых полётах над деревьями и вокруг скал и выполняет ритуальные манёвры — взлетает круто вверх, чтобы затем стремительно спуститься вниз. Самец приближается к самке, склонив голову и издавая потрескивающие звуки, чтобы привлечь к себе внимание. Для строительства гнезда используются ветки, из которых сплетается круглая чаша. Внутри гнездо выстилается водорослями, травой, волосами, шерстью, перьями и тряпками. Примерно в 90 % случаев гнездо устраивается на недоступных уступах скал, в остальных случаях, как правило, на деревьях.
Сезон размножения варьирует в зависимости от широты. В южной части ареала он приходится, как правило, на более ранние сроки. В Южной Африке к откладке яиц приступает в период с начала сентября по октябрь. В Малави гнездится с сентября по ноябрь, в Танзании в течение октября, в Кении с октября по декабрь. В Уганде отмечены случаи гнездования в различные периоды года.
В кладке от одного до семи, чаще четыре блестящих яйца. Они продолговатой овальной формы с фоном от светло-зелёного до сине-зелёного цвета, с оливковыми и коричневыми пятнами и крапинами. Размеры яиц (46,0—56,9)×(31,6—35,0) мм. Самка насиживает в одиночку в течение 19—26 дней. Через 7—10 суток птенцы, к этому времени достигшие около трети веса взрослой птицы, уже одевают первый перьевой наряд. Фекалии птенцов мать не выбрасывает из гнезда, а уносит подальше от него или съедает. Кормит птенцов только самка, сперва срыгивания пищу, а затем принося непосредственно корм. Самец часто сопровождает самку в полётах к гнезду, однако, как правило, за птенцами не ухаживает. За 3,5 часа самка кормит выводок 30 раз, при этом каждая передача пищи длится от 0,5 до 2 с. Молодые птицы становятся лётными через 21—28 дней, но по-прежнему остаются с родителями, покидая гнездо за один — два месяца до начала следующего гнездования.

## Болезни
Продолжительность жизни белощёкого ворона может составлять более 14 лет. Типичными паразитами вида являются пухоеды Philopterus leptomelas и Brueelia leucocephalus, а также Myrsidea hopkinsi из подотряда Amblycera. В Кении белощёкие вороны часто погибают, съев отравленную приманку, предназначенную для хищных животных. В Южной Африке, напротив, люди активно преследуют птиц, стреляют, направленно травят и ловят их, а также уничтожают их гнёзда и яйца.

## Систематика
Белощёкий ворон был описан в 1790 году Джоном Лэтэмом в его каталоге «Index ornithologicus sive Systema ornithologiæ» на основании музейного чучела птицы. О том, что типовой экземпляр родом из африканского Намаленда, учёный не знал, он только высказал своё предположение об африканском происхождении птицы. Видовой эпитет albicollis в переводе с латыни означает «белошеий».
Белощёкий ворон относится к группе так называемых сильных воронов, представители которой распространены на востоке и крайнем юге Африки. Сестринским таксоном вида считается аналогичного телосложения и окраски, но гораздо более крупная и сильная бронзовая ворона (Corvus crassirostris) — крупнейшая из современных певчих птиц. Расхождение между двумя таксонами произошло, согласно молекулярным часам, около 2,5 миллионов лет назад.
В то время как белощёкий ворон населяет районы вдоль Восточно-Африканской рифтовой долины до мыса Доброй Надежды, ареал бронзовой вороны ограничен нагорьем в Эфиопии и Эритрее — обе эти области не перекрывают друг друга, но находятся в непосредственной близости. Оба вида обычно объединяют в надвид, поскольку они имеют общие специфические характеристики, такие как большой с бороздками клюв и белый рисунок оперения шеи. В XIX и начале XX веков оба вида выделяли в отдельный род Corvultur (Lesson, 1831) из-за преобладающего способа добычи корма (некрофагия) и морфологии клюва. Основанием обособления послужила работа английского орнитолога Ричарда Шарпа «Catalogue of the Passeriformes, or perching birds, in the collection of the British museum. Coliomorphae» от 1877 года, в которой он, применив концепцию сильной дифференциации, разделил род Corvus на 12 подродов, в их числе Corvultur. И только в 1926 году английский орнитолог Ричард Майнерцхаген выступил против концепции Шарпа, приведя аргументы в пользу переходных форм между различными видами рода Corvus. Американский орнитолог Дин Амадон, придерживаясь точки зрения Майнерцхагена, в своих научных публикациях в 1944 году вновь определил оба вида как род Corvus. Оба вида образуют сестринскую кладу в отношению к голарктическим воронам, от которых они отделились в начале плиоцена (около 4 млн лет назад). Белощёкий ворон подвидов не имеет.

## Популяция
На большей части своего ареала обычный вид, однако во многих регионах считается достаточно редкой птицей. Так, популяция в Мозамбике насчитывает менее 100 особей. В Южной Африке, где птиц по-прежнему преследуют как вредителей, белощёкий ворон был в XIX веке, вероятно, более многочислен, нежели чем в настоящее время. Сокращение численности популяции заметно также в Кении, где птицы часто кормятся отравленными тушами хищников. Тем не менее, вид не находится под угрозой, так как, по мнению Стива Мэджа (Steve Madge) и Хилари Бёрн (Hilary Burn), локальные собрания нескольких сотен птиц предполагают большую общую численность популяции, и вид присутствует на многих охраняемых территориях. Международный союз охраны природы на основании этой оценки классифицирует вид как вызывающий наименьшие опасения.